# Слонимский, Антоний
Анто́ний (Антони) Слони́мский (пол. Antoni Słonimski; 15 ноября 1895, Варшава — 4 июля 1976, там же) — польский поэт, драматург, литературный критик.

## Семья
Внук видного еврейского издателя, литератора (на иврите), популяризатора науки, математика и изобретателя Хаим-Зелика (Зиновия Яковлевича) Слонимского (1810, Белосток Гродненской губернии — 1904, Варшава). Двоюродный брат американского музыковеда, лексикографа, композитора, дирижёра и пианиста Николаса (Николая Леонидовича) Слонимского (1894, Петербург — 1995, Лос-Анджелес), русских советских писателей и литературоведов Александра Леонидовича (1881, Петербург — 1964, Москва) и Михаила Леонидовича (1897, Петербург — 1972, Москва) Слонимских. Племянник еврейского филолога и педагога Иосифа Зеликовича Слонимского (1860, Варшава — 1933, Париж), автора ряда учебников на идише по изучению иностранных языков. Прадед Антония Слонимского — изобретатель вычислительной машины Абрам Штерн.

## Биография
Отец Слонимского, врач, послужил прототипом доктора Шумана в романе Болеслава Пруса «Кукла». Окончил Академию изящных искусств в Варшаве (1917). Был одним из создателей литературного кабаре «Pikador» (1918) и организаторов поэтической группы «Скамандр».
В литературе дебютировал в 1913 году. Первая книга стихов — «Sonety» («Сонеты», 1918). Критиковал империалистическую войну, фашизм с позиций пацифизма и абстрактного гуманизма (поэма «Чёрная весна», 1919, сборники «Парад», 1920, «Час поэзии», 1923, «Окно без решёток», 1935).

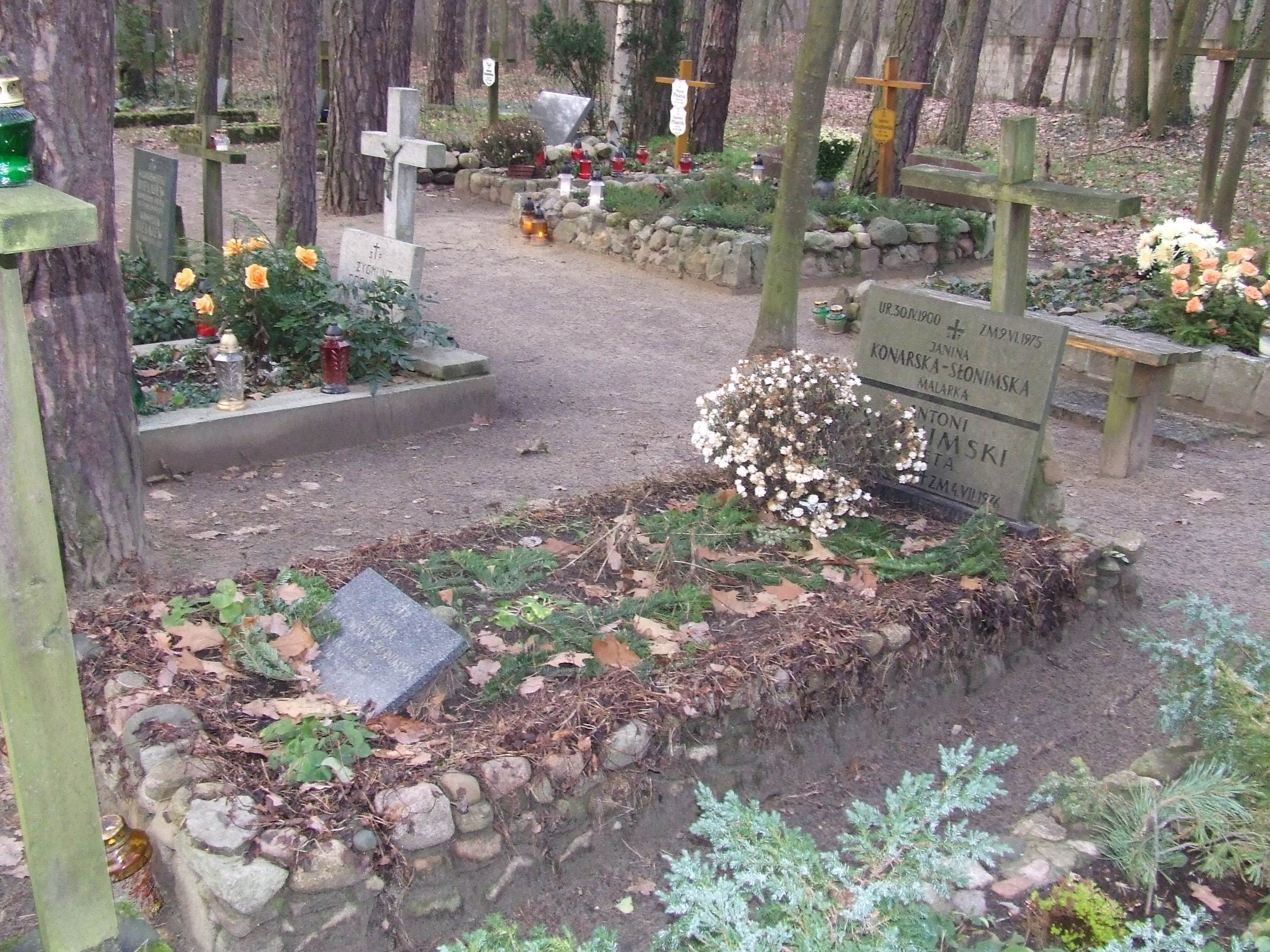
Могила Слонимских

Автор фантастических романов «Torpeda Czasu» («Торпеда времени», 1924) i «Dwa Końce Świata» («Два конца света», 1937), политических фельетонов, комедий («Вавилонская башня», 1927, и др.). В марте 1934 года женился на художнице Янине Конарской. Брак оказался бездетным, но счастливым.
Во время Второй мировой войны в 1939—1940 жил в Париже, после капитуляции Франции — в Лондоне. Издал сборники патриотических антифашистских стихов «Alarm» («Тревога», 1940), «Пепел и ветер» (1940—1941).
По окончании Второй мировой войны оставался в эмиграции. До 1948 руководил секцией литературы ЮНЕСКО, затем эмигрантским Институтом польской культуры. В 1951 вернулся в Польшу.
Публиковал статьи, стихотворения, фельетоны во многих газетах и журналах. В 1954 подверг острой критике учебники по истории литературы; из-за этого на его сочинения был наложен запрет.
На волне так называемой Оттепели был избран председателем Союза польских писателей (1956—1959). После его устранения партийным руководством принимал участие и был инициатором различных оппозиционных акций: Был инициатором «Письма 34», протестующего против культурной политики ПОРП (1964), протестовал против антисемитской кампании 1968 года, был подписантом коллективных писем и меморандумов.
Скончался 4 июля 1976 года и был похоронен на Лесном кладбище в селе Ляски.